# Artists Against 419

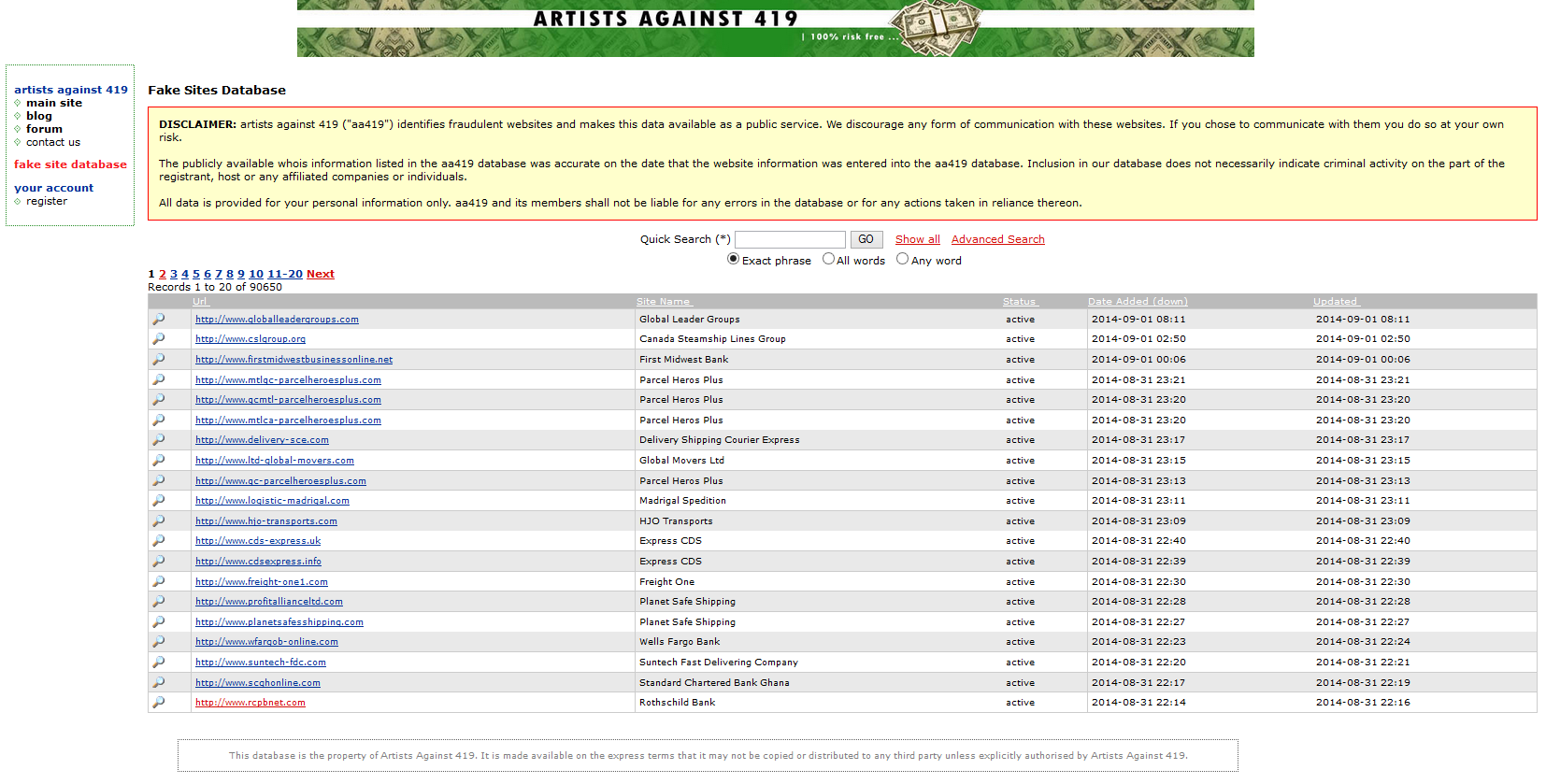
Artists Against 419 database landing page.

Artists Against 419 (comunemente abbreviato AA419) è una comunità internet dedicata all'identificazione e disattivazione dei siti 419 scam.

## Storia
Il sito fu istituito nell'ottobre 2003 e iniziò ad affrontare le banche fasulle in maniera artistica: caricando le loro immagini tramite hotlinking, in modo da consumare la loro piccola quota di banda mensile. Col tempo le banche fasulle si sono evolute, e così anche gli Artisti. Il 30 novembre 2003 gli Artists Against 419 ospitarono il primo flash mob internazionale. In seguito ci furono parecchi flash mob programmati per segnalare agli hoster che la comunità internet non intende tollerare che essi ospitino consapevolmente siti criminali.
In quel periodo i membri iniziarono a compilare un elenco dei siti fraudolenti trovati dai loro membri, in modo che le potenziali vittime delle truffe possano trovare il loro sito ed essere avvertite, quando cercano i siti ai quali i truffatori le indirizzano. Questo elenco contiene ormai più di 9500 siti (ottobre 2006), ed è una delle maggiori banche dati di siti fraudolenti.

## Attività
Attrezzi sofisticati vengono adoperati per la ricerca di siti fasulli. Una volta dimostrato che un sito è fasullo, esso viene inserito nella banca dati, e l'hoster viene contattato con la richiesta di disattivare il sito in questione. Spesso tali siti vengono disattivati entro alcuni giorni dalla loro creazione. Dato che ogni sito viene controllato con molta cura prima di inserirlo nella banca dati, il sito AA419 viene adoperato sempre più dalle forze dell'ordine come fonte d'informazioni.
AA419 ha buoni rapporti con molte compagnie di webhosting, le quali non desiderano ospitare siti disonesti e collaborano volentieri disattivando i siti fasulli appena gli vengono presentate le prove. Alcune compagnie comunque non reagiscono nemmeno alle prove più solide, e in questi casi AA419 organizza un flash mob.

## Flash mob[1]
Un flash mob coinvolge un gran numero di individui i quali visitano ciascuno il sito fraudolento e scaricano pagine di informazione. Centinaia di persone che fanno ciò ripetutamente consumano rapidamente la banda esaurendo la quota del sito, per cui il sito va offline. In alcuni casi, in particolare quando è coinvolta una compagnia di hosting piccola, il volume di traffico può essere così grande da rallentare l'accesso a tutti i siti sullo stesso server, ma appena l'hoster ritira il sito criminale, la situazione ritorna alla normalità. Nessun sito viene attaccato da un flash mob prima che almeno due lettere siano state inviate alla compagnia di hosting avvertendola che ospita un sito fraudolento, presentando le prove dettagliate e richiedendo che venga ritirato per violazione delle condizioni di servizio. Gli Artisti preferiscono di gran lunga che i webhoster collaborino a ripulire il web, e il flash mob viene usato come ultima risorsa.
Gli Artisti hanno avuto un notevole successo nel chiudere questi siti: dei più di 9500 siti elencati nella loro banca dati, meno di 500 risultano attivi (ottobre 2006), alcuni dei quali sono stati inseriti di recente.